# Tatiana Zatulóvskaia
Tatiana Iàkovlevna Zatulóvskaia (en hebreu: טטיאנה זטולובסקיה‎; en rus: Татьяна Яковлевна Затуловская; Bakú, 8 de desembre de 1935 - 2 de juliol de 2017) fou una jugadora d'escacs israeliana, d'origen rus, que va jugar sota bandera soviètica, i que obtingué el títol de Gran Mestre Femení el 1976. Fou dos cops Campiona del món sènior, el 1993 i el 1997.

## Resultats destacats en competició
Zatulovskaia va ser guardonada amb el títol de Mestre Internacional el 1961, i l'any següent, el 1962, va guanyar el Campionat d'escacs femení de la Unió Soviètica. En aquest campionat, empatà al primer lloc en dues ocasions més, els anys 1960 i 1963, però va perdre el desempat ambdós cops.
El 1976, obtingué el títol de Gran Mestre Femení.
Els anys 1960 i 1970 era una de les millors escaquistes del món, i va disputar sovint Interzonals i Torneigs de Candidates, dins de diversos cicles pel campionat del món femení.
El 1993, es proclamà Campiona del món sènior 10 punts dels 11 possibles (10 victòries, 0 derrotes i 2 empats), i repetí el títol el 1997.

### Participació en Olimpíades d'escacs
Zatulovskaia va representar la Unió Soviètica a les olimpíades d'escacs femenines de 1963 i 1966. El 2000, va emigrar a Israel, i va representar el seu nou país a l'olimpíada d'escacs de 2002.